# Samsung Electronics
Samsung Electronics este o companie producătoare de electrocasnice. Este cea mai mare firmă din conglomeratul Samsung, asigurând în anul 2012 aproximativ 70% din veniturile acestuia.